# خشک کردن

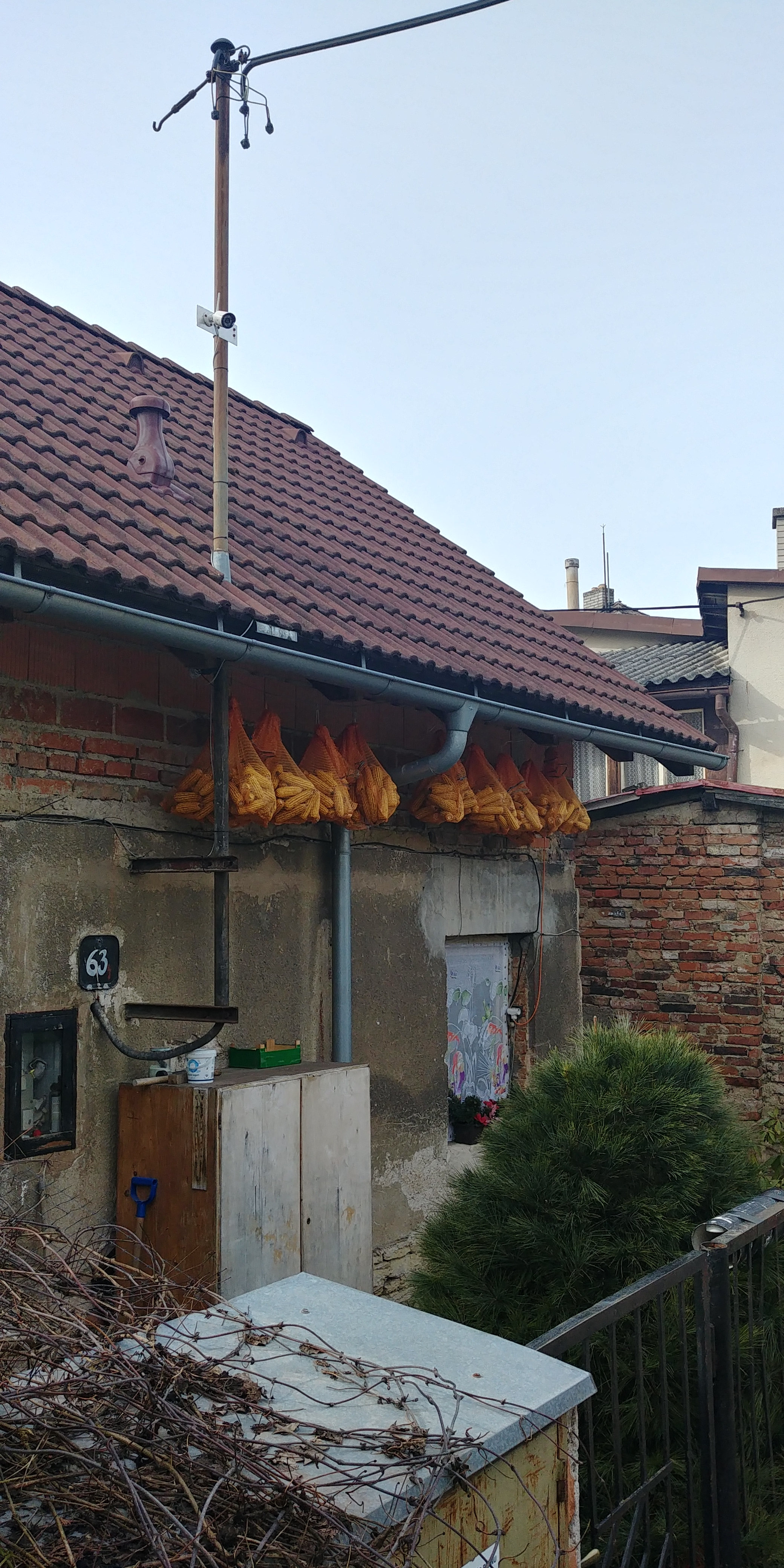
تصویر خشک کردن ذرت به نمایش گذاشته شده است.

خشک کردن (به انگلیسی: Drying) یک فرایند انتقال جرم است که طی آن آب یا هر حلال دیگری از ماده مورد نظر (معمولاً جامد) تبخیر شده و خارج می‌شود. این عمل به روش‌های مختلف و متناسب با ماده مورد نظر و همچنین نوع حلال صورت می‌پذیرد. عملیات خشک کردن معمولاً در مراحل پایانی و پس از دیگر عملیات‌ها صورت می‌گیرد و منجر به تولید محصول نهایی می‌شود.